# Our Wives
Our Wives è un cortometraggio muto del 1913 diretto da James Lackaye.

## Produzione
Il film fu prodotto dalla Vitagraph Company of America.

## Distribuzione
Distribuito dalla General Film Company, il film - un cortometraggio in due bobine - uscì nelle sale cinematografiche statunitensi il 20 settembre 1913.